# Упраздно-Кагальницкий
Упра́здно-Кагальни́цкий — хутор в Константиновском районе Ростовской области. 
Входит в состав Богоявленского сельского поселения.

## География

### Список улиц
- Атаманская улица
- Донская улица
- Дорожная улица
- Зелёная улица
- Молодёжная улица
- Солнечная улица
- Спортивная улица
- Степана Разина улица
- Степная улица

## Население
| 2010 |
| ---- |
| 411  |

## Экономика
- Газораспределительная станция.
- «РАССВЕТ» (зерно, молоко, свиньи, яйца, овцы).
- «РАДУГА» (сенаж, сено, семена люцерны, силос).

## Образование
- Упраздно-Кагальницкая начальная общеобразовательная школа.
- В соседнем хуторе Камышном с 15 мая 2009 действует детский сад «Колобок».